# Головецько (Стрийський район)
Головецько — село в Україні, у Славській селищній громаді, Стрийському районі Львівської області. Населення становить 524 особи. Орган місцевого самоврядування — Славська селищна рада.

## Назва
За роки радянської влади село в документах називали «Головецьк». 1989 р. селу повернули історичну назву.

## Маківка

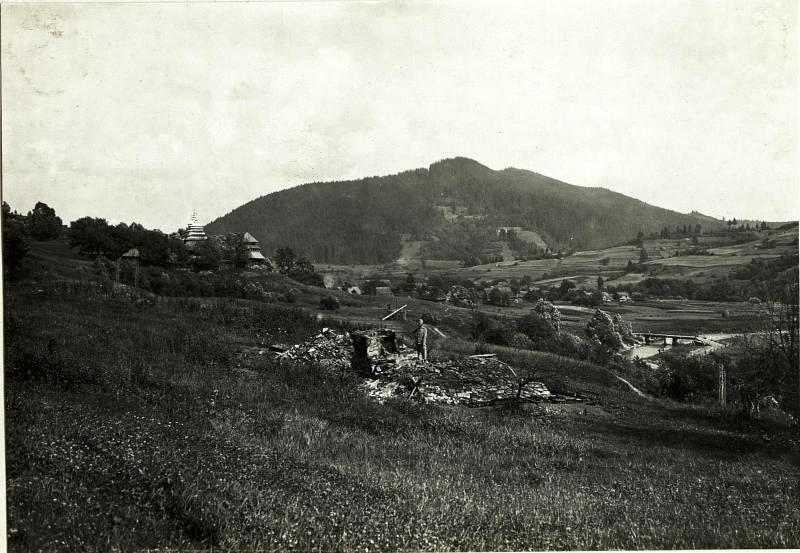
Село під час Першої світової війни. На задньому фоні гора Маківка.

Село знаходиться біля підніжжя гори Маківка, де з 29 квітня по 2 травня 1915 року тривали бої Українських Січових Стрільців, які воювали на стороні Австро-Угорщини, з російськими військами генерала Альфтана, що мали кількісну перевагу.

## Географія
Село входить до Тухлянського старостинського округу, Славської територіальної громади з листопада 2020 року.
Село розташоване на лівій притоці Опору — річці Головчанка, у яку впадає річка Сможанка.
З північного боку розташована гора Погар (988 м.), на східному боці — гора Маківка (933 м.). З півдня видно гору Плішка (1017 м.) та Явірник (1032 м.)
Північна частина села межує з селом Козьова, південна — із селом Пшонець, західна — з селом Риків, східна — з селом Тухля.

## Населення
Згідно з переписом УРСР 1989 року чисельність наявного населення села становила 880 осіб, з яких 436 чоловіків та 444 жінки.
За переписом населення України 2001 року в селі мешкало 499 осіб. 100 % населення вказало своєю рідною мовою українську.

## Соціальна сфера
Неподалік центру села знаходиться Головецька загальноосвітня школа І-ІІІ ступенів.
У будівлі колишньої сільської ради міститься також сільська бібліотека, пошта та Народний дім.

## Релігія

Храм Богоявлення Господнього.

У центральній частині села, на вершині, розташована греко-католицька Церква Богоявлення Господнього, Тухольківського деканату, Самбірсько-Дрогобицької єпархії УГКЦ.

## Транспорт
В селі Головецько є три зупинки — Лази (Печище), Центр, Ступиця (Нижній кінець), щоденно (двічі на день) в обидві сторони курсує маршрутне таксі, сполученням Стрий-Пшонець.
08.00, 14.30 год. — відправлення до Стрия з Печища (на Лазах кінцева зупинка). Автобус заїжджає в сусіднє село Пшонець.